# Arachnocephalus gracilis
Arachnocephalus gracilis är en insektsart som beskrevs av Lucien Chopard 1929. Arachnocephalus gracilis ingår i släktet Arachnocephalus och familjen Mogoplistidae. Inga underarter finns listade i Catalogue of Life.